# Château de Rostam
Le Château de Rostam est un château de la ville de Zabol, en Iran, construit par l'empire seldjoukide,,.

## Galerie

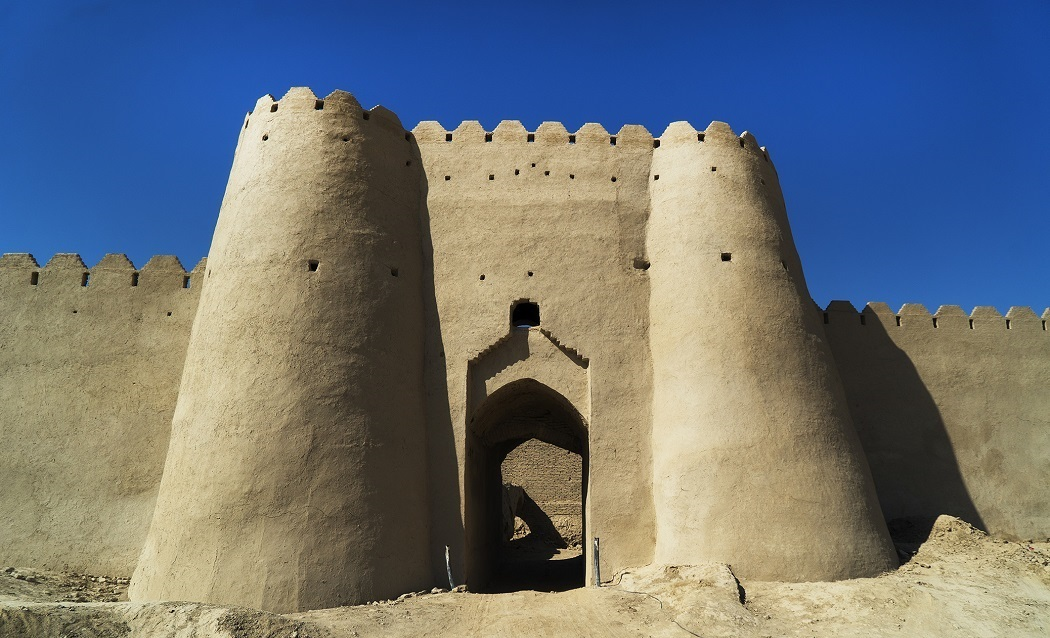
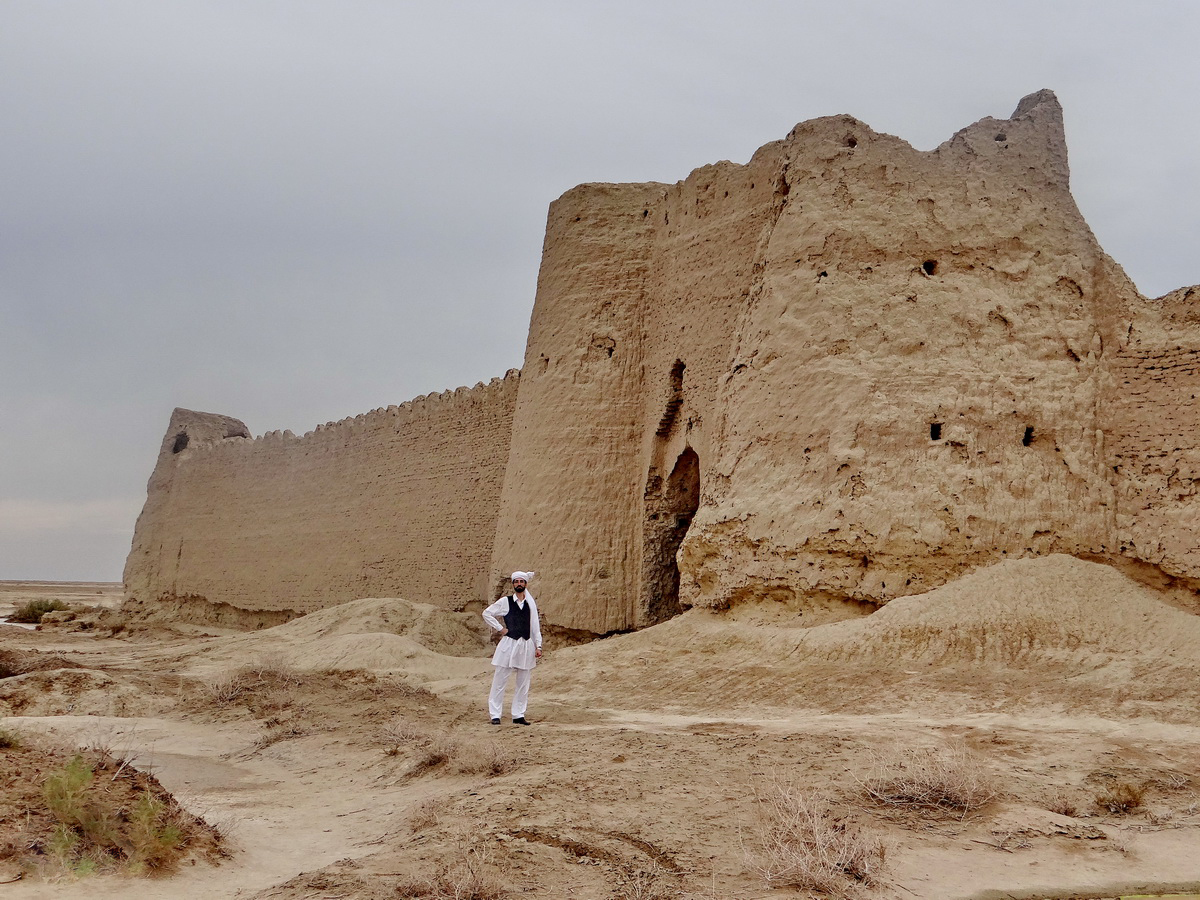
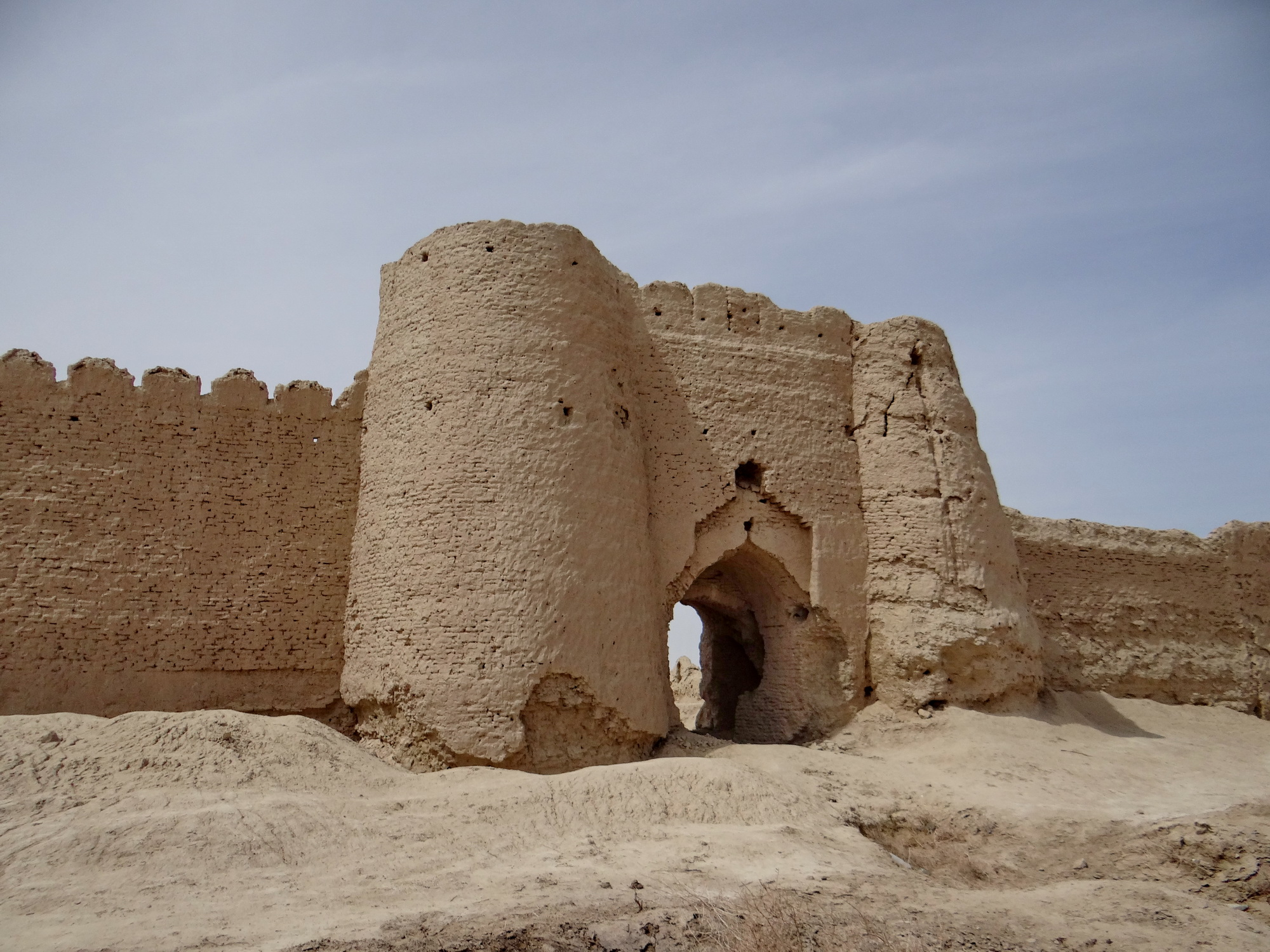
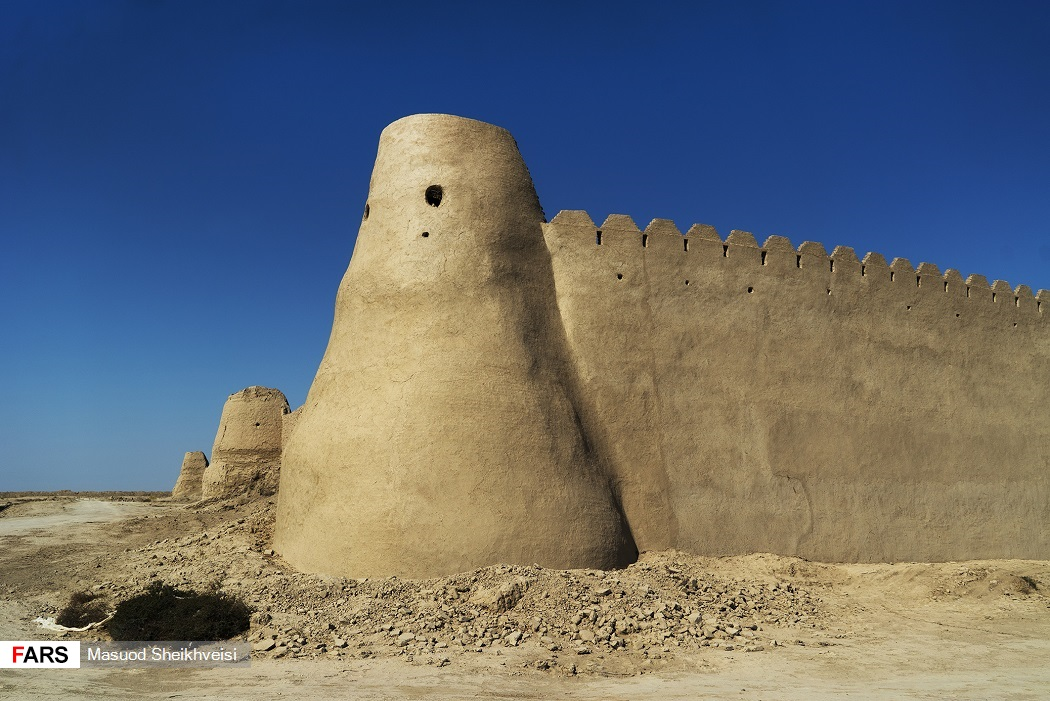
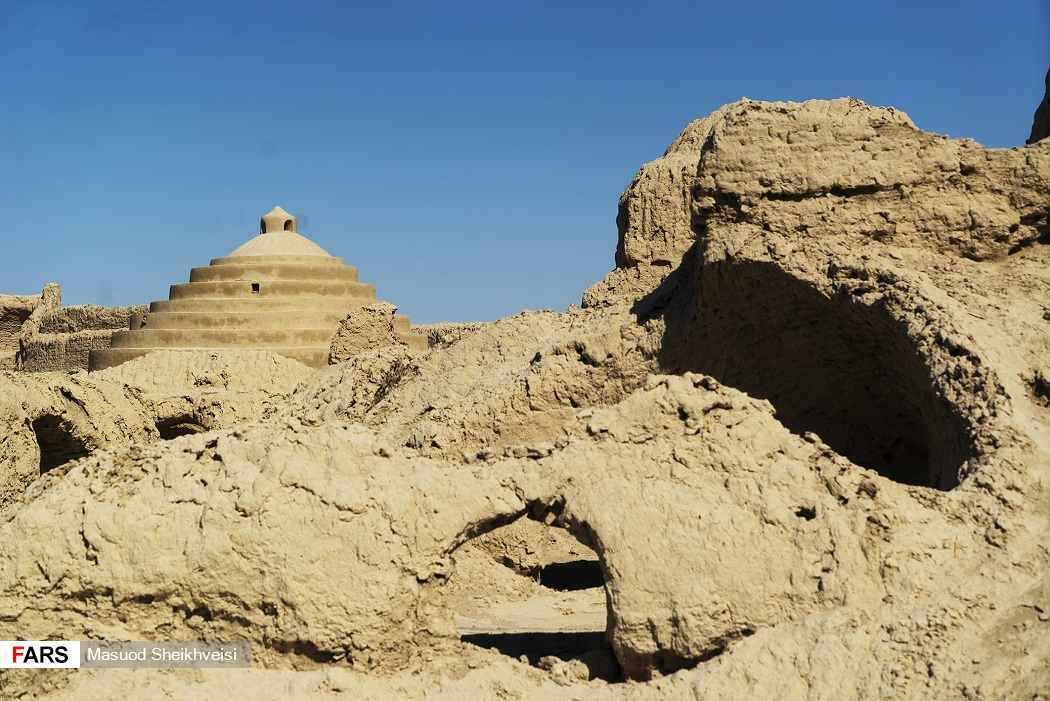
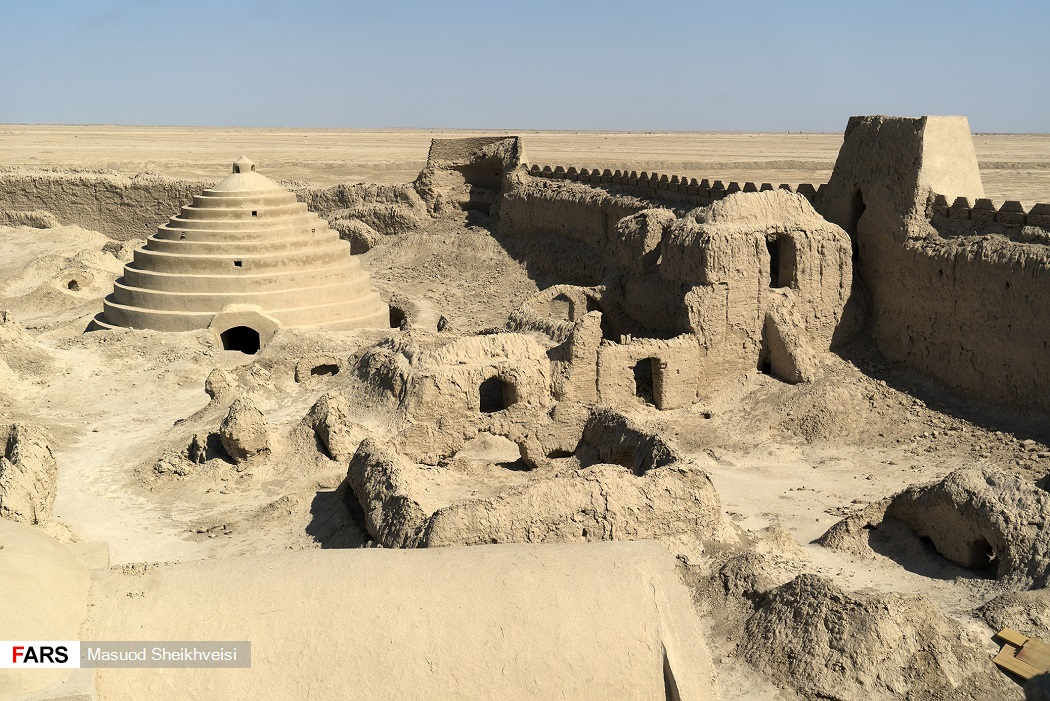
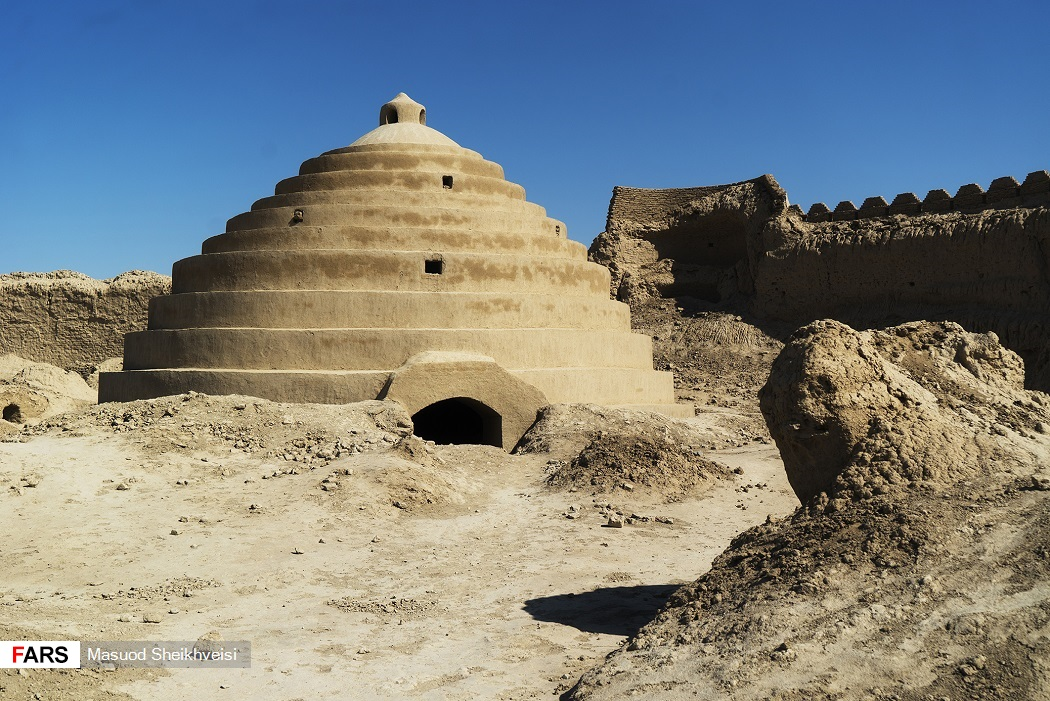
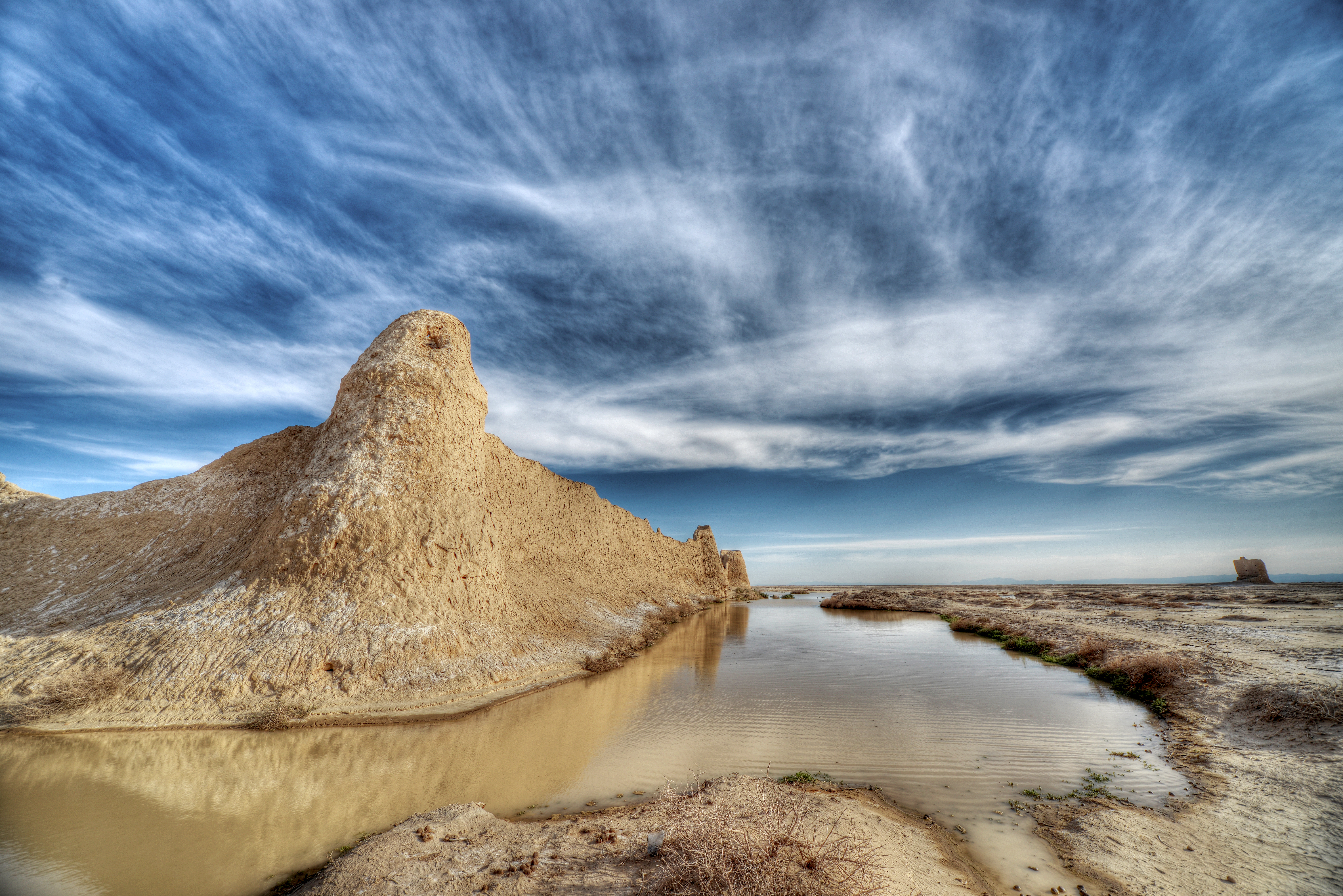
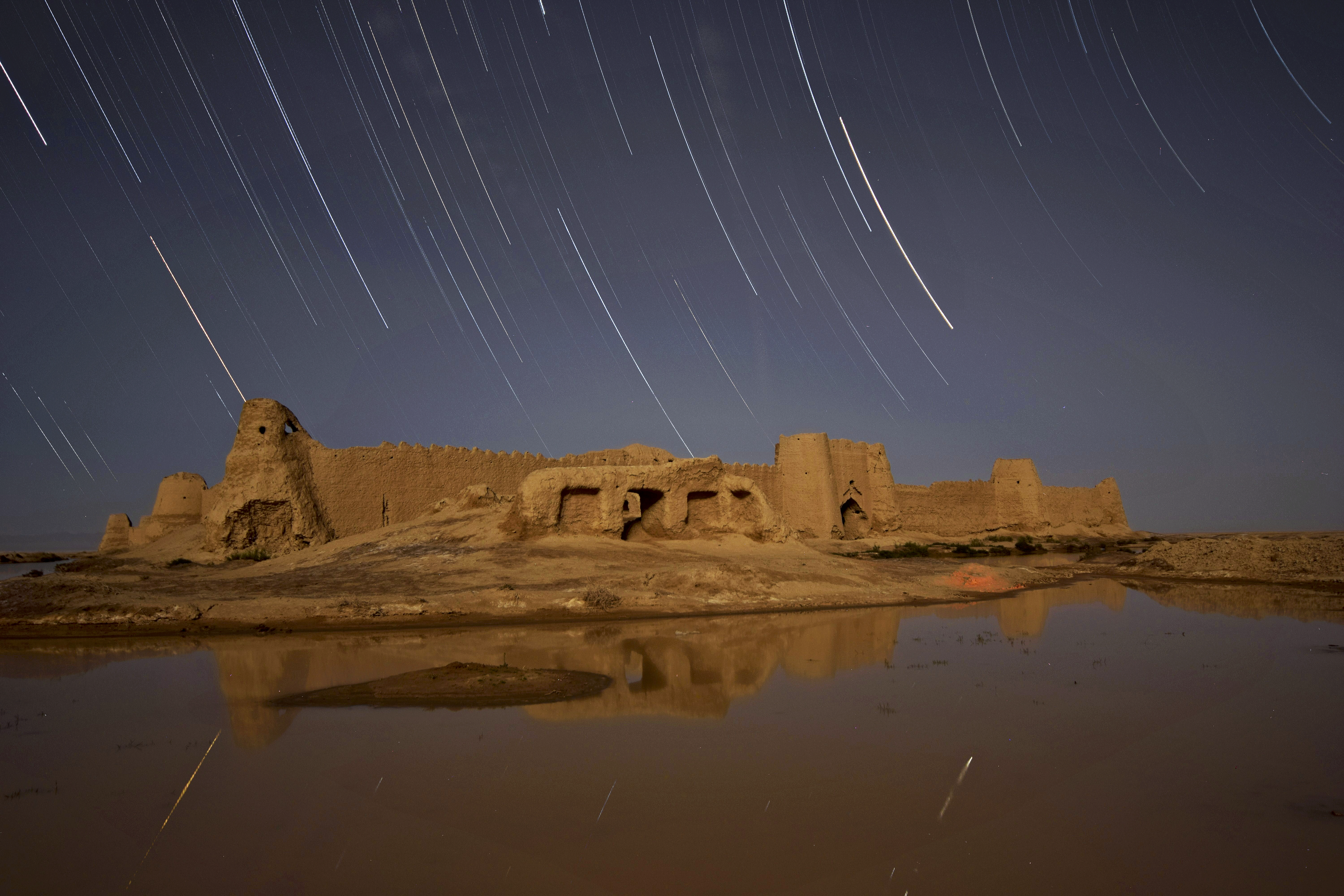
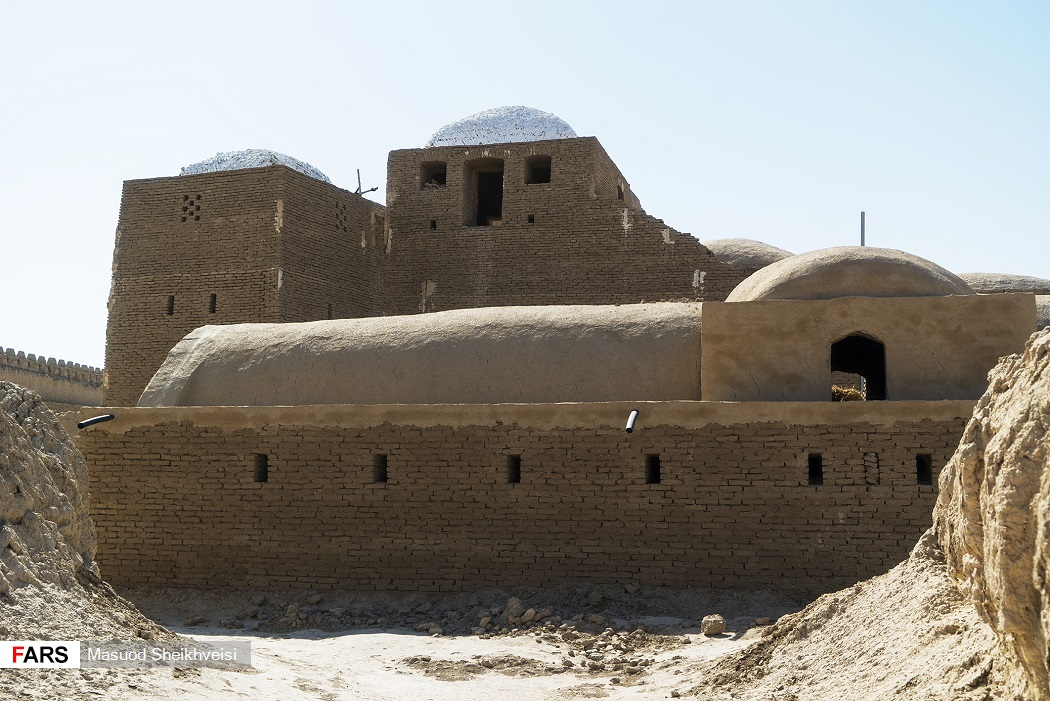
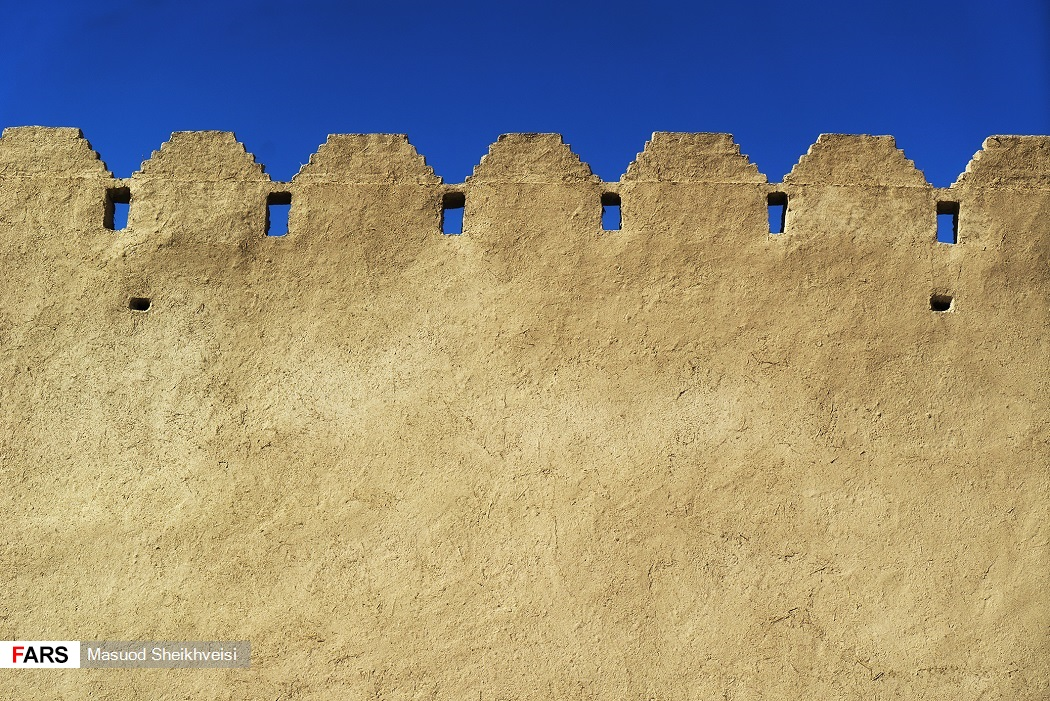
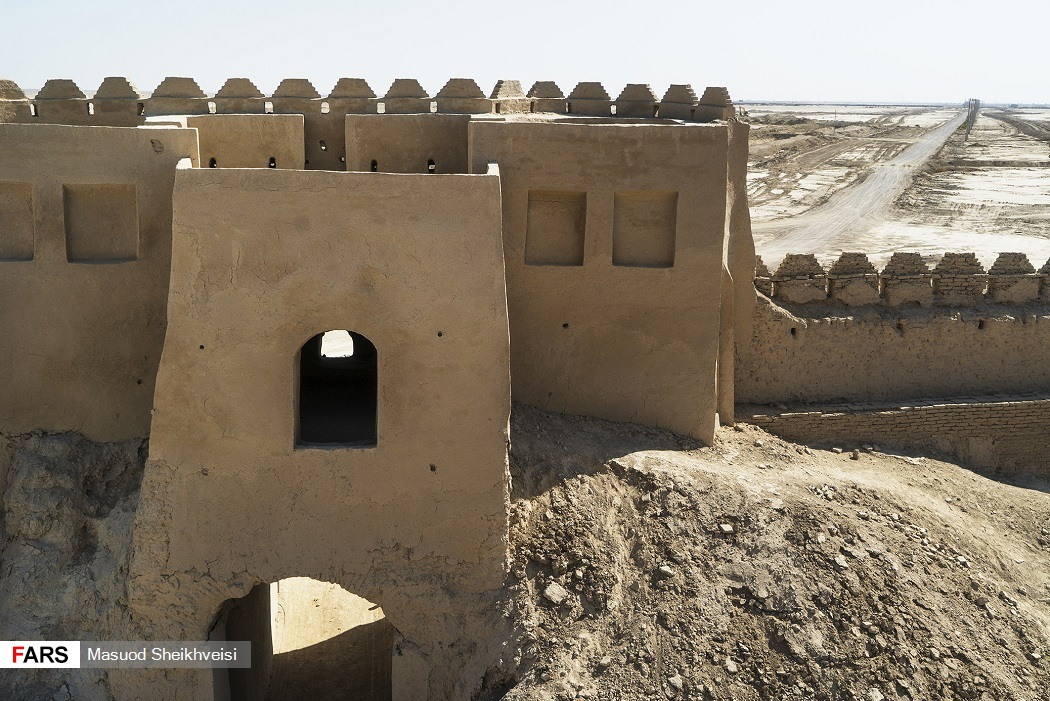